# 롤란트 스쿠만
롤란트 마르크 스쿠만(아프리칸스어: Roland Mark Schoeman, 1980년 7월 3일 ~ )은 남아프리카 공화국의 수영 선수이다. 2000년, 2004년, 2008년, 2012년 올림픽에 출전하였다. 2004년 아테네 올림픽에서 계영 400m 세계 기록을 세웠다. 2011년 은퇴했다.

## 같이 보기
- 올림픽 수영 남자 메달리스트 목록
- 수영 자유형 50m 세계 기록 추이
- 수영 자유형 100m 세계 기록 추이
- 수영 접영 50m 세계 기록 추이
- 수영 개인혼영 100m 세계 기록 추이